# Ålberga gård

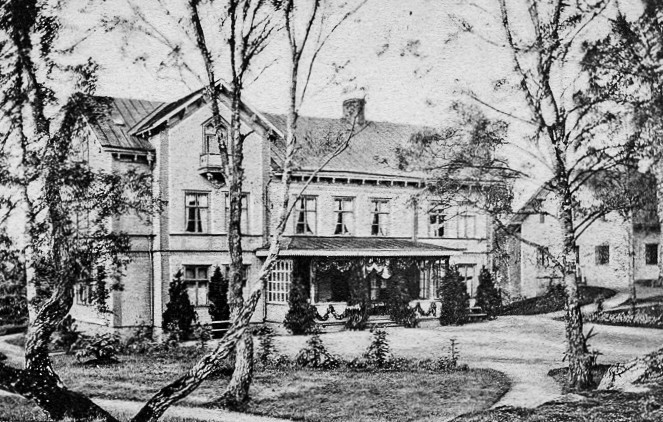
Ålberga på ett äldre vykort.

Ålberga gård är en herrgård i Kila socken, Nyköpings kommun.
På Ålberga täppor, invid Kilaån, uppläts mark för anläggande av Ålberga bruk. Ålberga, som tidigare kronohemman, och först anslogs till brukets drift, drogs senare in och anslogs som officersboställe. Senare utökades bruksverksamheten genom anläggandet av ytterligare två hamrar på byn Hammarbys mark, Övre och Nedre hammaren.
Stångjärnshammaren lades ned under 1800-talets första hälft, men spiksmedjorna var igång till in på 1870-talet, då konjunkturerna tvingade bruket att lägga ned. I takt med de sämre konjunkturerna för järnsmidet övergick man till andra näringar: jordbruk, kvarndrift, sågverk och tegelbruk. Herrgården vid Ålberga uppfördes 1856 av familjen Sederholm. 
På 1850-talet omtalas Ålberga som en mönstergård; mejeriet var ett av de första i Södermanland och ekonomibyggnaderna från 1878 var tidsenligt och präktigt byggda. Den gamla Hammarby bytomt är belägen omkring 200 meter öster om ekonomibyggnaderna och bebyggd med en arbetarbostad.
Ålberga gård och gods ägs av familjen Sederholm.